# Maria z Saksonii-Altenburga (1818–1907)
Maria, niem. Alexandrine Marie Wilhelmine Katharine Charlotte Therese Henriette Luise Pauline Elisabeth Friederike Georgine, Prinzessin von Sachsen-Altenburg (ur. 14 kwietnia 1818 w Hildburghausen, zm. 9 stycznia 1907 w Gmunden) – królowa Hanoweru.
Maria była najstarszą córką księcia Józefa z Saksonii-Altenburg (1789–1868) i Amalii Luizy Wilhelminy Wirtemberskiej (1799–1848).

## Małżeństwo
18 lutego 1843 w Hanowerze, Maria wyszła za mąż za Jerzego V, następcę tronu Hanoweru. Jerzy był wnukiem Jerzego III Hanowerskiego, króla Wielkiej Brytanii i królowej Charlotty. Mieli trójkę dzieci:
- Ernesta Augusta (1845–1923), następcę tronu Hanoweru i trzeciego księcia Cumberland i Teviotdale, męża księżniczki Thyry Duńskiej
- Fryderykę (1848–1926), żonę barona Alfonsa von Pawel-Rammingen
- Marię (1849–1904)

## Królowa Hanoweru

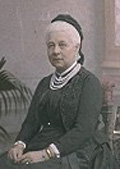
Maria jako królowa Hanoweru

Jerzy i Maria zostali królem i królową Hanoweru po śmierci ojca Jerzego, Ernesta Augusta I, 18 listopada 1851. W wojnie austriacko-pruskiej mąż Marii w 1866 poparł Austrię, a w odpowiedzi wojska pruskie obległy Hanower. Jerzy V został wygnany z kraju 20 września 1866, a królestwo Hanoweru zostało włączone do Prus. Jerzy i Maria z trójką dzieci wyemigrowali do Austrii i zamieszkali w Gmunden.
Jerzy umarł na wygnaniu 12 czerwca 1878, a Maria przeżyła go o 28 lat i zmarła 9 stycznia 1907 w Gmunden, gdzie została pochowana.

## Tytulatura
- Jej Wysokość Księżniczka Saksonii-Hildburghausen Maria (1818–1826)
- Jej Wysokość Księżniczka Saksonii-Altenburg Maria (1826–1843)
- Jej Królewska Wysokość Księżna Hanoweru Maria (1843–1851)
- Jej Królewska Mość Maria, Królowa Hanoweru, Księżna Cumberland i Teviotdale (1851–1907)